# Celama eucolpa
Celama eucolpa är en fjärilsart som beskrevs av Turner 1944. Celama eucolpa ingår i släktet Celama och familjen trågspinnare. Inga underarter finns listade i Catalogue of Life.